# Felix Großschartner
Felix Großschartner (Wels, 23 dicembre 1993) è un ciclista su strada austriaco che corre per l'UAE Team Emirates XRG. Scalatore, professionista dal 2016, ha vinto il Giro di Turchia 2019.

## Palmarès
- 2015 (Team Felbermayr Simplon Wels)

Trofeo Banca Popolare di Vicenza
2ª tappa Giro della Regione Friuli Venezia Giulia (San Giorgio della Richinvelda > Arta Terme)
- 2019 (Bora-Hansgrohe, due vittorie)

5ª tappa Giro di Turchia (Bursa > Kartepe)
Classifica generale Giro di Turchia
- 2020 (Bora-Hansgrohe, una vittoria)

1ª tappa Vuelta a Burgos (Burgos > Burgos)
- 2021 (Bora-Hansgrohe, una vittoria)

5ª tappa Tour of the Alps (Valle del Chiese/Idroland > Riva del Garda)
- 2022 (Bora-Hansgrohe, due vittorie)

Campionati austriaci, Prova a cronometro
Campionati austriaci, Prova in linea
- 2023 (UAE Team Emirates, una vittoria)

Championnats d'Europe des Grimpeurs
- 2024 (UAE Team Emirates, una vittoria)

Campionati austriaci, Prova a cronometro
- 2025 (UAE Team Emirates XRG, due vittorie)

Campionati austriaci, Prova a cronometro
1ª tappa Giro d'Austria (Steyr > Steyr)

### Altri successi
- 2012 (RC Arbö Wels Gourmetfein)

1ª tappa Tour of Szeklerland (Miercurea Ciuc > Mănăstirea Făgețel, cronosquadre)
- 2015 (Team Felbermayr Simplon Wels)

Classifica scalatori Österreich-Rundfahrt
- 2024 (UAE Team Emirates)

3ª tappa Parigi-Nizza (Auxerre, cronosquadre)

## Piazzamenti

### Grandi Giri
- Giro d'Italia

2017: 78º
2018: 27º
2021: 42º
2024: 31º
- Tour de France

2020: 63º
2022: 52º
2023: 23º
Vuelta a España
2019: 36º
2020: 9º
2021: 10º

### Classiche monumento
- Milano-Sanremo

2020: 74º
2023: 92º
- Liegi-Bastogne-Liegi

2023: 84º
2025: 101º
- Giro di Lombardia

2016: ritirato
2021: 41º
2022: 101º

### Competizioni mondiali
- Campionati del mondo

Toscana 2013 - Cronometro Under-23: 38º
Toscana 2013 - In linea Under-23: 23º
Ponferrada 2014 - In linea Under-23: 48º
Richmond 2015 - In linea Under-23: 28º
Doha 2016 - Cronosquadre: 13º
Innsbruck 2018 - Cronosquadre: 8º
Innsbruck 2018 - In linea Elite: ritirato
Yorkshire 2019 - In linea Elite: 30º
Zurigo 2024 - In linea Elite: 29º
- Giochi olimpici

Parigi 2024 - Cronometro: 19º
Parigi 2024 - In linea: 26º

### Competizioni continentali
- Campionati europei

Olomouc 2013 - In linea Under-23: ritirato
Nyon 2014 - In linea Under-23: 89º
Plumelec 2016 - In linea Elite: 16º
Trento 2021 - In linea Elite: 22º